# لي جون-كي
لي جون-كي (هانغل: 이준기) هو لاعب كرة قدم كوري جنوبي في مركز الدفاع، ولد في 25 أبريل 1982 في كوريا الجنوبية. لعب مع نادي سول.

## وصلات خارجية
- لي جون-كي على موقع دوري كوريا الجنوبية (الإنجليزية)
- لي جون-كي على موقع قاعدة بيانات كرة القدم.إي يو (الإنجليزية)
- لي جون-كي على موقع Soccerway.com (الإنجليزية)